# 住吉浜町
住吉浜町（すみよしはままち）は、兵庫県神戸市東灘区の町名。丁番の設定がない単独町名である。住居表示未実施。2005年10月1日現在の人口は6人。郵便番号658-0042。

## 地理
人工島東部第二工区の東半分である。北は御影大橋で住吉南町と接続し、また魚崎西町とは六甲ライナー南魚崎駅の連絡通路で行き来（車両不可）できる。東は阪神高速道路5号湾岸線の住吉浜出入口（住吉浜大橋）で魚崎浜町と、南は六甲大橋で六甲アイランドの向洋町西および向洋町東と結ばれている。西の御影浜町とは地続き。
平成17年国勢調査（2005年10月1日現在）における世帯数は5、人口6で内男性5人・女性1人。工業地域であるため定住人口は殆どない。

## 歴史
東部第二工区は昭和35年度（1960年）に埋め立てが開始され、灘区鶴甲山から70億円の工費で1084万m³の土砂を高羽線の暗渠に設けたベルトコンベヤーで運んで88ヘクタールを埋立て、昭和43年度（1968年 - 1969年）に竣工した。
1965年（昭和40年）に住吉町新兵衛新田・浜新田の各一部と魚崎町魚崎地先の公有水面埋立地を合わせて住吉浜町が成立した。